# Gorila (roman)
Gorila este un roman scris de Liviu Rebreanu. A apărut în 1938 la Editura Universală Alcaly și este penultima scriere a lui Rebreanu. Acțiunea se desfășoară în Bucureștiul interbelic, la începutul anilor 1930.

## Rezumat
În casa deputatului Constantin și a Evei Rotaru are loc logodna Cristinei, fiica lor, cu Teofil Drugeanu, fiul fostului primar general. La ceremonie este invitat și Toma Pahonțu, fiul unor țărani săraci. Toma se înscrisese la Universitate. În război fusese rănit, decorat și numit cavaler al Ordinului Mihai Viteazu. Apoi fusese repartizat ca judecător în Alba-Iulia. Aici o cunoscuse pe Virginia, fiica unui notar, se căsătorise cu ea și aveau doi copii.
Rotaru devine șeful organizației pe capitală a partidului democrat, iar Toma se numără printre susținătorii săi. Toma îi invită la masă pe Titu Herdelea și pe Teofil Drugeanu. Atunci află că guvernul căzuse. Criza politică a durat câteva zile, timp în care la conducerea țării venise partidul democrat în colaborare cu cel agrar și cu cel radical-național. Rotaru a primit un post de ministru, iar Toma de deputat. Ca deputat, el a devenit foarte repede cunoscut, fiind numit în Comisia care avea să prezinte regelui răspunsul Camerei.
Belcineanu îl anunță pe Toma că guvernul va cădea, iar acesta se hotărî să scoată un ziar cu ajutorul bancherului Goldstein și punând ipotecă pe casa Virginiei, soția sa. Noul ziar se numea România. Acuzat că practică o falsă independență ca ziarist, Toma Își dădu demisia din partidul democrat. Virginia plecă în concediu în Ardeal, împreună cu cei doi copii. Invitat la un spectacol de teatru, Toma o cunoscu pe artista Tatiana Popescu cu care începu să-și petreacă timpul liber.
Pahonțu publică în ziarul său un articol despre „frații de cruce”. Sosit la redacție, Doliman îi spuse că mai multe grupuri de tineri porniseră pe jos prin țară, hotărâți să-i ajute pe cei nevoiași. Teofil Drugeanu organizează o întâlnire între Pahonțu și Belcineanu. Toma se simte atras de soția lui Belcineanu, Cristina. Pentru ajutorul dat „fraților de cruce”, Toma este numit „frate de onoare”.
Toma divorțează de Virginia și află că și Cristina intenționează să divorțeze. Scrie un articol împotriva lui Belcineanu în ziarul său.
La Făgăraș se organizau din nou alegeri, unul dintre candidați fiind chiar Belcineanu. Cinci tineri sunt arestați, acuzați fiind de rebeliune, iar Dolinescu îl consideră răspunzător pe Toma Pahonțu. Tinerii eliberați din închisoare vor să îi pedepsească pe Toma pentru trădare, iar în final acesta va fi ucis de fanaticul student Ionescu.

## Personaje
- Toma Pahonțu, ziarist, secretarul lui Constantin Rotaru
- Virginia, soția lui Toma
- Titu Herdelea, prieten cu Toma
- Barbu Dolinescu, prieten de pe front cu Toma
- Constantin Rotaru, avocat și deputat
- Teofil Drugeanu, conducătorul biroului de avocatură al fostului ministru Belcineanu
- Belcineanu, fost ministru
- Cristina, soția lui Belcineanu

## Structură
Gorila a fost clasificat de criticii literarii în categoria romanelor mai puțin importante ale lui Liviu Rebreanu, alături de Adam și Eva, Ciuleandra, Crăișorul, Jar, Amândoi. Redactat în paralel cu Jar, reia și amplifică un episod secundar din acesta, și anume prezentarea presei de scandal, aluzie la Curentul, ziar condus de Pamfil Șeicaru. Virulentele campanii de presă lansate de Nichifor Crainic și de Pamfil Șeicaru împotriva lui Rebreanu l-au afectat pe scriitor și l-au influențat în schițarea personajului Toma Pahonțu, protagonistul romanului Gorila.
Liviu Rebreanu a menționat într-un interviu din 1938 că Gorila nu este un personaj propriu-zis, ci un simbol a ceea ce el numește o „pacoste” pentru țară, politica.
Romanul începe cu un motto din Așa grăit-a Zarathustra de F. Nietzsche. Este alcătuit din nouă capitole cu titluri semnificative, ce anticipează principalele evenimente relatate: Întorsătura, Vălmășagul, Treptele, Interval, Frații de cruce, Despărțiri, Prigoana, Gloanțele, Spovedanii. Denumirile grupărilor politice descrise în roman (partidul democrat, partidul radical, partidul agrar, partidul național, „frații de cruce”) reflectă efortul scriitorului de a transfigura realitatea. Din punct de vedere al simetriei, Gorila de deosebește de scrierile anterioare ale lui Rebreanu, lăsând cititorului posibilitatea de a interpreta singur faptele.
Prin organizația „fraților de cruce” Liviu Rebreanu se referă la mișcarea legionară. Fanatismul „fraților de cruce” reiese din faptul că ei nu admit niciun fel de critică sau dialog.
Epilogul romanului reia discuțiile inițiale despre politică și reflectă semnificația titlului, asigurând caracterul circular al romanului. „Pahonțu a fost ucis de niște descreierați care vor să introducă moravuri de gorilă în luptele politice.”

### Caracterizarea personajelor
Toma Pahonțu este introdus în capitolul de debut al romanului. Are 33 de ani și este unul din secretarii avocatului Constantin Rotaru. A fost asemănat cu personajul Julien Sorel din romanul Roșu și negru de Stendhal, o întruchipare a arivistului modern. Și el are o condiție socială modestă și încearcă să-și depășească condiția lansându-se în politică și seducând o femeie din clasa socială superioară în care visează să ajungă și el. Toma Pahonțu consideră că nu are loc în presa românească, deoarece aici se caută slugi, nu oameni. Însă în spatele acestei revolte se ascund complexele unui individ fascinat de lumea celor bogați în care vrea să pătrundă prin orice mijloace. Inteligent, ambițios, lipsit de scrupule, vrând să-și desăvârșească ascensiunea socială prin dragoste, Pahonțu amintește de trăsăturile psihologice ale țăranului Ion din romanul omonim.
Titu Herdelea este un personaj cunoscut deja din scrierile lui Liviu Rebreanu. În Gorila apare ca prietenul lui Toma Pahonțu și prin el se face legătura cu romanele Ion și Răscoala. El îi facilitează incursiunile în lumea presei. Are un rol secundar în roman, mai mult de a scoate în evidență și mai mult trăsăturile de caracter ale personajului principal. Totodată, el întruchipează un anumit echilibru, o politețe și amabilitate ce nu se mai regăsesc la Toma Pahonțu.
Barbu Dolinescu, mentorul spiritual al „fraților de cruce”, este camarad de arme cu Toma Pahonțu în timpul primului război mondial și reprezintă un alt tip de arivist. Spre deosebire de Toma care crede că schimbarea e posibilă doar pe cale politică, Dolinescu crede în necesitatea apariției „omului nou”.

## Scriere și publicare
Geneza cărții a fost îndelungată, primele proiecte datând din din perioada 1912-1916, pentru a reveni asupra sa la începutul anilor 1930. În iulie 1937 scriitorul se retrage pentru a scrie liniștit la proprietatea cumnatului său de la Bascov. Într-un jurnal început la 5 august oferă informații despre lucrul la romanul Gorila, de unde aflăm că în ianuarie 1938, deși cartea încă nu fusese scrisă în întregime, primea deja corecturi. Din cauza frământărilor și tensiunilor politice, lucrul a stagnat o perioadă, astfel că Gorila nu a fost romanul unor împrejurări imediate. Deși proiectul era vechi, primele capitole au fost realizate abia în 1937.
A fost publicat în 1938 și a avut trei ediții consecutive în același an. Este penultima carte a lui Liviu Rebreanu. În iunie 1938, Horia Liman scria că nicio altă operă a unui scriitor nu era așteptată cu atâta nerăbdare, convins că va fi „o nouă victorie”.

## Apreciere critică
Alexandru Săndulescu a susținut că Gorila este un „roman eșuat”, deoarece a avut o construcție îndelungată, cu multiple pauze și reveniri, care i-au scăzut valoarea literară. Gorila lui Rebreanu rămâne încă o carte nedreptățită, iar criticul Ion Simuț a luptat cu prejudecățile pentru a-i demonstra valoarea și însemnătatea printre creațiile scriitorului. Gorila nu a fost intenționată a fi o oglindă a societății, ci o ficțiune, cu aspecte semnificative din realitate, un roman de atitudine. Șerban Cioculescu constată „oboseala și dezorientarea” scriitorului, mai degrabă decât o revenire la naturalism și insistă asupra statutului de operă de ficțiune al romanului, o creație importantă de ordin obiectiv ce lărgește sfera de interes a scriitorului cu perspectiva fenomenului social de la oraș.
Mircea Zaciu comenta sfârșitul de carieră scriitoricească a lui Liviu Rebreanu, care a fost pus, pe nedrept, sub semnul renunțărilor pe mai multe planuri. Romanul Gorila va dobândi statut de carte premonitorie, atingând dimensiunea istorică.
Stancu Ilin îl consideră un roman experimental, ce ar fi pregătit calea spre o altă capodoperă. Înnoirea din 1922 se realizase prin analiză psihologică și subiectivitate. În 1938, schimbarea formulei de creație a vizat construcția romanului. Gorila devenea astfel doar o treaptă spre o altă capodoperă, pentru o altă epocă pe care o prevestea.